# Victoria's geweervogel
Victoria's geweervogel (Ptiloris victoriae) is een zangvogel uit de familie Paradisaeidae (paradijsvogels). Deze vogel is genoemd naar Koningin Victoria.

## Verspreiding en leefgebied
Deze soort is endemisch in noordoostelijk Australië.

## Status
De grootte van de populatie is in 2016 geschat op 210.000-520.000 volwassen vogels. Aangenomen wordt dat de aantallen hard achteruitgaan door klimaatverandering. Op de Rode lijst van de IUCN heeft deze soort daarom de status kwetsbaar.